# Cremastus gigas
Cremastus gigas là một loài tò vò trong họ Ichneumonidae.